# Palaephatidae
Palaephatidae (лат.) — семейство мелких молевидных бабочек надсемейства Palaephatoidea из клады Monotrysia. Около 60 видов и только в южном полушарии.

## Описание
Мелкие (размах крыльев 3,8—16 мм) молевидные чешуекрылые светло-коричневого и серого цвета, задние крылья светлее (фотографии). Гусеницы развиваются в листьях Протейных (Ptyssoptera) или Вербеновых (Azaleodes) (Nielsen, 1987).
Надсемейство Palaephatoidea это одна из самых примитивных групп чешуекрылых, которая рассматривается как сестринская к большинству остальных Lepidoptera, Ditrysia (Tischerioidea; Wiegmann et al., 2002).

## Распространение
Южная Америка (Аргентина, Чили), Южная Африка (1 вид) и Австралия (Тасмания).

## Систематика
Около 60 видов, 7 родов.
- Род Apophatus — Южная Америка (2 видов)
- Род Azaleodes — Австралия (4 вида)
- Род Metaphatus — Южная Америка (6 видов)
- Род Palaephatus — Южная Америка (13 видов)
- Род Plesiophatus — Южная Америка (1 вид)
- Род Ptyssoptera — Австралия (25 видов)
- Род Sesommata — Южная Америка (6 видов)